# Lázaro Cárdenas, Coahuila
Lázaro Cárdenas är en ort i Mexiko.   Den ligger i kommunen Viesca och delstaten Coahuila, i den centrala delen av landet, 800 km nordväst om huvudstaden Mexico City. Lázaro Cárdenas ligger 1 169 meter över havet och antalet invånare är 240.
Terrängen runt Lázaro Cárdenas är platt åt nordost, men åt sydväst är den kuperad. Runt Lázaro Cárdenas är det mycket glesbefolkat, med 3 invånare per kvadratkilometer. Närmaste större samhälle är San Pedro, 17,5 km norr om Lázaro Cárdenas. Omgivningarna runt Lázaro Cárdenas är i huvudsak ett öppet busklandskap.